# Награда „Анто Гардаш”
Награда „Анто Гардаш” хрватска је књижевна награда која се додељује од 2006. године за најбољи дечји роман или збирку приповетака на хрватском језику.

## Опште информације
Награду су, на иницијативу Стјепана Томаша, 2006. године установили Друштво хрватских књижевника Загреб и ДХК - Огранак славонско-барањско-сремски, Министарство културе Републике Хрватске, Хрватска пошта и Град Осијек.
Награда се додељује за најбољи дечји роман или збирку приповедака на хрватском књижевном језику објављену у претходној години. Носи име у част хрватског писца Анте Гардаша. Додељивање награда је једном годишње у Осијеку, а састоји се од повеље и 10.000 хрватских куна. Жири за доделу награде сваке године чине троје истакнутих хрватских књижевника за децу и младе.

## Добитници награде
Добитници награде :
- 2007: Шиме Сторић, за дело Мачка се увијек дочека на ноге
- 2008: Звонко Тодоровски, за дело Вјетрови Лампедузе
- 2009: Нела Сисарић, за дело Све због погледа
- 2010: Нада Михелчић за роман Зелени пас
- 2011: Јулијана Матановић, Анка Дорић, за роман Оне мисле да смо мале[1][3]
- 2012: Тихомир Хорват, за Пустоловине пуха Оција и ђевојчице Тонке
- 2013: Бранка Приморац, за Звонка Змај и Три кавалира
- 2014: Владо Рајић, за роман Љетовање с човјеком који није мој тата[4]
- 2015: Ивана Гуљашевић, за роман Неприлагођена
- 2016: Јасминка Тиха Степанић, за роман Моја непријатељица Ана[5]
- 2017: Ђурђица Штухретер за роман Гашпар и пријатељи[6]
- 2018: Мелита Рундек, за роман Летачи сребрних крила[7]
- 2019: Силвија Шесто, за збирку приповедака (З)езопове басне[8]
- 2020: Вјекослава Хуљић, за роман Мој Титаник не тоне[9]
- 2021: Томислав Загода и Дарио Кукић, за роман Школа на рубу памти [10]